# سیگوین (تگزاس)
سیگوین، تگزاس(به انگلیسی: Seguin, Texas) شهری در ایالت تگزاس از ایالات جنوبی ایالات متحده آمریکا است. در سرشماری سال ۲۰۰۰، جمعیت این شهر ۲۲۰۱۱ نفر اعلام شد.